# Frommann-Holzboog Verlag
Frommann-holzboog Verlag est un éditeur allemand de sciences humaines fondé en 1727. L'entreprise est basée à Stuttgart-Bad Cannstatt depuis 1955. L'accent thématique est mis sur les domaines de la philosophie, de la théologie, de l'histoire des sciences et de la littérature ainsi que sur la psychanalyse sous forme d'éditions et d'ouvrages critiques ainsi que de contributions aux discours philosophiques et psychanalytiques actuels. Plus de 1500 titres sont actuellement disponibles et environ 30 nouveaux titres sont ajoutés chaque année. Depuis 2010, les titres disponibles et épuisés sont progressivement mis à disposition sous forme électronique. La maison d'édition est économiquement autonome et emploie dix personnes.

## Histoire

### Züllichau (1727-1798)
Les 150 premières années de l'histoire de la maison d'édition sont étroitement liées à l'histoire familiale des Frommann. Basée sur le modèle de la librairie de l'orphelinat de Halle, une librairie avec une imprimerie attenante est fondée à Züllichau en 1727 par Sigmund Steinbart et dirigée par Gottlob Benjamin Frommann. En 1742, l'entreprise passe aux mains de la famille Frommann, qui élargit la gamme de produits en 1759 en rachetant la grande librairie. Alors que le programme éditorial est initialement fortement piétiste, les écrits maçonniques, des Lumières et de philosophie morale sont de plus en plus publiés au fil des ans, et à partir de la quatrième génération d'éditeurs, les livres scolaires et les dictionnaires gagnent également en importance.

### Iéna (1798-1886)

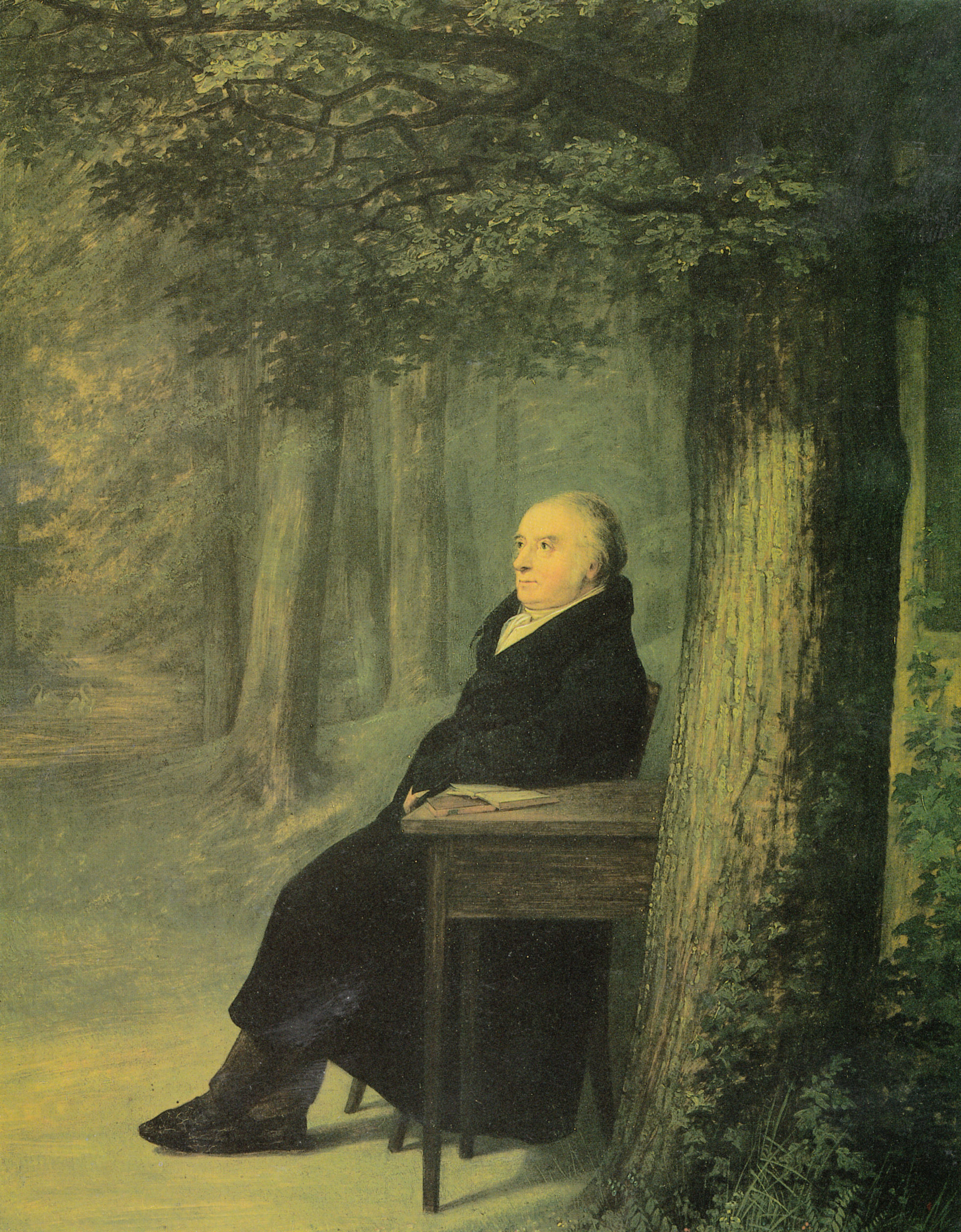
Portrait du libraire Carl Friedrich Ernst Frommann (peinture de Georg Friedrich Kersting, 1824)

En 1798/99, la maison d'édition déménage de Züllichau à Iéna. L'une des raisons est l'appartenance de Carl Friedrich Ernst Frommann à l'Evergeten Bund, une société secrète maçonnique, et la peur associée d'être persécuté par les autorités prussiennes. À cela s'ajoute la grande attraction de la région de Weimar et d'Iéna en tant que centre culturel qui offre des conditions favorables au commerce et à l'impression de livres. Dans les années qui suivent, la maison Frommann joue un rôle de premier plan dans cette région culturelle. Goethe décrit la maison familiale comme un "point de rencontre de nombreux savants et artistes et d'autres personnes respectées". Outre Goethe, les nombreux amis célèbres de la famille comprennent Jean Paul, Ludwig Tieck, les frères Schlegel, Herder, Fichte, Hegel, Schelling, Schopenhauer, Wilhelm et Alexander von Humboldt, et les frères Grimm. À Iéna, sous Carl Friedrich Frommann, des titres historiques et juridiques sont publiés en plus des titres médicaux et scientifiques. Son fils, Friedrich Johannes Frommann (de), qui en 1830 prend seul la direction de la maison d'édition, de l'imprimerie et de la gamme de produits, est très engagé dans l'association boursière des libraires allemands et joue un rôle décisif dans le développement de la censure et droit d'auteur. Après sa mort, la maison d'édition est vendue à Emil Hauff en 1886, qui déplace le siège social d'Iéna à Stuttgart.

### Stuttgart (1886 à ce jour)
Entre 1886 et 1955, l'éditeur change plusieurs fois de mains. Le programme d'édition se concentre sur la littérature philosophique et éducative. Les éditeurs Hermann Kurtz et Wilhelm Kohlstädt élargissent l'orientation philosophique de 1920 à 1955. En 1943, les locaux commerciaux et l'entrepôt de la maison d'édition sont complètement détruits lors d'un raid aérien. En 1955, Günther Holzboog reprend la maison d'édition et, avec sa femme Eva Holzboog, la reconstruit sous le nom de Friedrich Frommann Verlag - Günther Holzboog. Le lieu de publication est depuis Stuttgart-Bad Cannstatt. En 1998, il reçoit la Croix du mérite de la République fédérale d'Allemagne pour ses réalisations éditoriales exceptionnelles dans le domaine des publications en sciences humaines. Gunther Holzboog décède en 2006. Son fils Eckhart Holzboog, qui travaille dans la maison d'édition depuis 1995, reprend la direction avec Sybille Wittmann en 1999 et est l'éditeur de l'entreprise depuis 2006, connue sous le nom de frommann-holzboog Verlag e. K..

## Programme
Avec la reconstruction de la maison d'édition de Stuttgart-Bad Cannstatt, des éditions complètes critiques historiques, des aides lexicographiques et des bibliographies sont ajoutées en tant que nouvelles priorités du programme. L'un des points focaux journalistiques est l'idéalisme allemand (philosophie allemande classique) et son environnement contemporain :
- Spéculation et expérience : textes et études sur l'idéalisme allemand
- Recherche et matériaux sur les Lumières allemandes (FMDA)
- Johann Gottlieb Fichte : édition complète de l'Académie bavaroise des sciences
- Friedrich Nicolai : Œuvres complètes, lettres, documents
- Moses Mendelssohn : Recueil d'écrits
- Friedrich Wilhelm Joseph Schelling : édition historico-critique
- Schellingiana : Sources et traités sur la philosophie de FWJ Schelling

Documenter la Réforme et l'humanisme tardif :
- Correspondance de Philippe Mélanchthon
- Johannes Reuchlin : Œuvres complètes
- Nicodemus Frischlin : Œuvres Complètes
- Jacob Böhme : édition complète historico-critique
- Éditions sur le début de la période moderne : éditions de source latino-allemandes sur l'âge de la Réforme (EFN)

D'autres époques sont également représentées avec des éditions critiques historiques et des éditions de sources scientifiques, telles que:
- antiquité (platonisme dans l'antiquité; Corpus Hermeticum)
- le Moyen Âge (Thomas d'Aquin : Opera omnia; Philosophie politique et théorie du droit médiévales et modernes (PPR))
- le XIXe/début XXe siècle (Bernard Bolzano : édition complète ; Johann Gustav Droysen : histoire ; Rudolf Steiner : édition critique).

Les plateformes des discours philosophiques et psychanalytiques actuels comprennent des séries (problèmes, médecine et philosophie, philosophie interculturelle), notamment les périodiques Allgemeine Zeitschrift für Philosophie (de) et le Jahrbuch der Psychoanalyse (de).